# Vilémov (Rozhraní)
Vilémov (dříve též Vilímov, německy Willimow) je osada obce Rozhraní v okrese Svitavy. Nachází se ve Svitavské pahorkatině, mezi městy Březová nad Svitavou a Letovice, asi 19,5 km jihovýchodně od Svitav a asi 49 km severozápadně od Brna. V roce 2021 zde žilo 78 obyvatel ve 31 domech.
I když Vilémov jako obec zanikl, existuje stále katastrální území Vilémov u Rozhraní o rozloze 139 ha.
Vilémov se rozkládá na obou březích řeky Svitavy. Nachází se zde kříž z roku 1920 s nápisem „Ejhle! Pán můj a Bůh můj.“ Nedaleko osady probíhá těžba písku. Nad Vilémovem se nachází vrchol Člup, vysoký 519 m n. m.
První písemná zmínka o Vilémově pochází z roku 1409.
| Rok            | 1869 | 1880 | 1890 | 1900 | 1910 | 1921 | 1930 | 1950 | 1961 | 1970 | 1980 | 1991 | 2001 | 2011 | 2021 |
| -------------- | ---- | ---- | ---- | ---- | ---- | ---- | ---- | ---- | ---- | ---- | ---- | ---- | ---- | ---- | ---- |
| Počet obyvatel | 101  | 106  | 125  | 129  | 137  | 134  | 175  | 129  | 123  | 117  | 108  | 94   | 79   | 75   | 78   |
| Počet domů     | 19   | 19   | 19   | 19   | 19   | 20   | 34   | 38   | –    | 40   | 31   | 38   | 26   | 29   | 31   |